# Storia dell'omosessualità in Iran

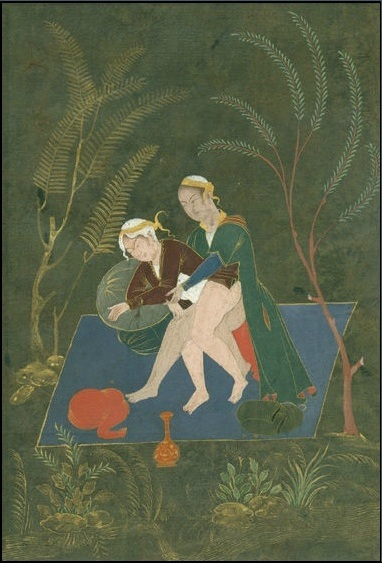
Sesso anale tra uomini in una miniatura del 1660.

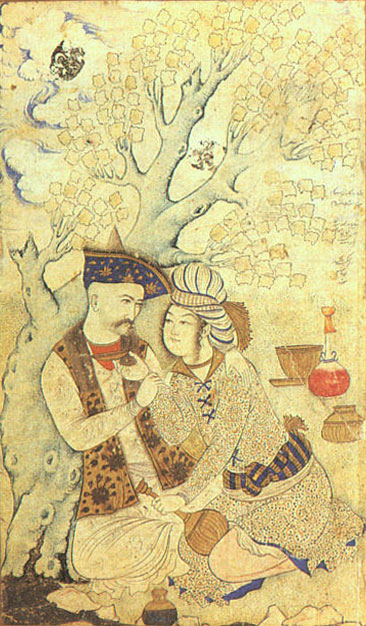
ʿAbbās I il Grande e un paggio in un'illustrazione del 1627.

Nel corso della sua storia, l'omosessualità in Iran è stata vista in modi diversi, anche se a partire dall'islamizzazione del Paese l'atteggiamento generale nei confronti degli omosessuali è stato generalmente negativo. In particolare, la situazione si è inasprita dopo la rivoluzione iraniana del 1979, quando un'applicazione rigorosa della Shari'a ha portato alla condanna a morte di oltre settemila omosessuali. Ancora oggi, le persone LGBT in Iran non godono di alcun tipo di riconoscimento e tutela da parte del governo, con l'eccezione delle persone transgender, a cui è stato concesso il diritto di cambiare anagraficamente sesso dal 1987.

## Periodo pre-islamico
Le antiche popolazioni politeiste del territorio praticavano la pederastia, come testimoniano Platone e Plutarco, secondo cui avevano appreso la pratica direttamente dai greci. Nel II secolo Sesto Empirico afferma che le leggi locali erano tolleranti nei confronti di attività omosessuali e che gli uomini avevano rapporti sessuali tra loro.
Durante la formazione dell'Impero partico nella seconda metà del II secolo lo zoroastrismo prese una posizione più dura nei confronti dell'omosessualità, che cominciò ad essere considerata peccaminosa e una pratica legata all'adorazione demoniaca. Diversi storici tuttavia affermano che i precetti della Vendidad abbia avuto un impatto molto limitato sulle pratiche sessuali della popolazione locale, in cui si attesta la presenza di attività omosessuale a partire dal V secolo a.C.

## Dal Medioevo al XIX secolo
Durante i primi secoli dopo la conquista islamica del VII secolo una forte tradizione omosessuale si registra ancora nell'odierno Iran. Numerosi sono i riferimenti nella poesia persiana: esistono infatti più ghazal e componimenti de Il roseto di Saʿdi che parlano di amore omosessuale che poesie sull'amore tra un uomo e una donna.
Storici e viaggiatori europei del XVII secolo riportano che ʿAbbās I il Grande avesse una grande passione per il vino e i bei ragazzi, che lavoravano per lui come coppieri durante i banchetti. Durante il periodo della dinastia Safavide furono inoltre realizzate numerose incisioni di carattere omoerotico.

## Il XX secolo
Nel 1914 Magnus Hirschfeld affermò che durante la Dinastia Qajar "la sodomia e il tribadismo" fossero reati capitali secondo la legge coranica. Il lesbismo era punito con la morte solo dopo la quarta condanna, mentre le tre precedenti venivano punite con cento frustate l'una. Tuttavia, Hischfeld ha fatto notare anche che questa legge non veniva fatta rispettare rigorosamente, tanto che l'ambasciata tedesca non aveva notizia di una singola condanna per omosessualità.
Durante il governo di Mohammad Reza Pahlavi, ultimo scià di Persia, l'omosessualità era particolarmente tollerata, tanto che verso la fine degli anni settanta si cominciò a parlare di attivismo per i diritti gay sul modello inglese e statunitense. Pur essendo tollerata e permessa in alcuni night club, l'omosessualità era comunque un tabù a livello sociale e gli omosessuali non godevano di alcun tipo di diritti civili. Alcuni storici, tra cui Janet Afary, sostengono che questo permissivismo morale abbia gettato i semi della Rivoluzione del 1979, che si proponeva di riportare l'Iran a una maggiore osservazione della legge islamica e della condotta sessuale da essa prescritta.

## Repubblica Islamica dell'Iran
Dopo la formazione della Repubblica islamica dell'Iran la posizione del governo contro gli omosessuali si attestò come la più dura nella storia della nazione. Pochi mesi dopo la rivoluzione Oriana Fallaci intervistò l'Ayatollah Khomeini e gli chiese se trovasse corretto giustiziare gli omosessuali, una domanda a cui la nuova guida del Paese rispose affermativamente sostenendo di dover eliminare la corruzione dall'Iran. Nel 1987 i dati della Commissione per i diritti umani riportavano che almeno settemila persone erano state fucilate, impiccate, lapidate e bruciate vive dopo lo scoppio della rivoluzione.
Le leggi promulgate dal nuovo governo sono formulate secondo i precetti della Shari'a: ogni rapporto sessuale all'infuori del matrimonio è illegale, incluso l'adulterio e il sesso omosessuale. La sodomia è considerata un reato a norma di legge e non vengono fatte distinzioni tra rapporti sessuali consenzienti e non a livello legale. Tuttavia, relazioni omosessuali tra adulti consenzienti in privato tendono a venire puniti con la detenzione, mentre gli stupri di stampo omosessuale vengono solitamente puniti con la morte; la pena capitale può essere applicata anche nella prima circostanza. Nel 2005 il caso Mahmoud Asgari e Ayaz Marhoni, due adolescenti giustiziati per la loro omosessualità, ottenne risonanza mediatica in tutto il mondo. A seguito dello scalpore a livello internazionale il governo iraniano affermò che i due erano stati condannati per lo stupro di un tredicenne, un'affermazione messa in dubbio da diversi giornalisti, che invece sostennero che la loro colpa fosse un rapporto omosessuale consenziente. I due erano comunque minorenni al momento del presunto stupro e questo avrebbe dovuto in ogni caso risparmiare loro la pena capitale secondo la costituzione iraniana, anche se la loro età fu aumentata da quindici a diciannove anni degli atti processuali. Nel 2007 il presidente Mahmud Ahmadinejad dichiarò in un'intervista alla Columbia University che non esistono omosessuali in Iran.